# Belgisch militair ordinariaat
Het Belgisch militair ordinariaat is opgericht op 7 september 1957, met de status van vicariaat en vanaf 22 juli 1986 met de status van bisdom. Het Belgisch militair ordinariaat is als immediatum aan rechtstreeks gezag van de paus onderworpen.
Het bureau van de aalmoezeniersdienst van de krijgsmacht is gevestigd in het hoofdkwartier van de Belgische Defensie nl. Kwartier Koningin Elisabeth te Evere. In 2002 waren 17 diocesane en 9 reguliere priesters en 5 religieuzen verbonden aan het militair ordinariaat. Begin 2008 telde het Bisdom bij de Krijgsmacht 15 actieve aalmoezeniers, waaronder 2 lekenaalmoezeniers. Op dit moment zijn er 9 katholieke aalmoezeniers werkzaam, waarvan 6 diocesane priesters en 3 permanent-diakens. Het kan ook rekenen op de inzet van een aantal ere-aalmoezeniers. De huidige opperaalmoezenier is E.H. Johan Van Den Eeckhout.
Het Belgische Bisdom bij de Krijgsmacht heeft een eigen onderzoekscentrum - het Centrum voor Theologie en Militaire Ethiek - dat op geregelde tijdstippen nieuwe studies uitbrengt met betrekking tot militair-relevante thema's, vanuit christelijk-theologische invalshoek.
Ook een selectie van de teksten die verschijnen in het tijdschrift Om en Rondom/ Regards et Rencontres zijn terug te vinden en te raadplegen op de tweetalige website van het bisdom.
Ordinarii (bisschoppen) waren achtereenvolgens:
- 1957 - 1961:  Jozef Ernest Van Roey;
- 1961 - 1979:  Leo Jozef Suenens;
- 1980 - 2010:  Godfried Danneels;
- 2010 - 2015: André-Jozef Léonard;
- 2015 - 2023: Jozef De Kesel;
- 2023 - heden: Luc Terlinden.[2]

## Heiligen en gedenkdagen in het bisdom
- H. Mutien-Marie Wiaux, kloosterling (30 januari, vrije gedachtenis)
- H. Amandus, bisschop (6 februari, vrije gedachtenis)
- H. Bernadette Soubirous, maagd (18 februari, vrije gedachtenis)
- H. Damiaan De Veuster, priester (10 mei, vrije gedachtenis)
- Z. Edward Poppe, priester (10 juni, vrije gedachtenis)
- H. Lutgardis, maagd (16 juni, vrije gedachtenis)
- HH. Martelaren van Gorcum (9 juli, vrije gedachtenis)
- H. Maria Amendina, maagd en gezellen, martelares (10 juli, vrije gedachtenis)
- H. Juliana van Cornillon, maagd (7 augustus, vrije gedachtenis)
- H. Maria, moeder en middelares van genade, (31 augustus, (patroons)feest)
- Kerkwijdingsfeest van de hoofdkerk (29 oktober, feest)
- H. Hubertus, bisschop (3 november, vrije gedachtenis)
- H. Willibrordus, bisschop (7 november, vrije gedachtenis)
- H. Johannes Berchmans, jezuïet (26 november, vrije gedachtenis)